# Cesarsko mesto Huế
Cesarsko mesto Huế (vietnamsko Hoàng thành; Chữ Hán 皇城) je obzidan ograjen prostor znotraj citadele (Kinh thành; Chữ Hán 京城) mesta Huế, nekdanje cesarske prestolnice Vietnama v času dinastije Nguyễn. Vsebuje palače, v katerih je bivala cesarska družina, pa tudi svetišča, vrtove in vile za mandarine. Zgrajeno leta 1803 pod cesarjem Gia Longom kot nova prestolnica, je v francoskem kolonialnem obdobju večinoma služil ceremonialni funkciji. Po koncu monarhije leta 1945 je utrpelo veliko škodo in zanemarjanje med indokitajskimi vojnami v 1980-ih. Cesarsko mesto je bilo leta 1993 uvrščeno na Unescov seznam svetovne dediščine in je v fazi obnove.

## Zgodovina

### Dinastija Nguyễn
Junija 1802 je po več kot stoletju delitve in porazu dinastije Tây Sơn, Nguyễn Ánh zasedel prestol enotnega Vietnama in se razglasil za cesarja Gia Longa. Ker se narod zdaj razteza od delte Rdeče reke do Mekongove delte, je cesar Gia Long prestolnico preselil iz severnega Thăng Longa (sedanji Hanoj) v Huế, sedež prednikov gospodov Nguyễn. Gia Long je gledal na »konfucijanstvo in kitajske modele državnega obrtništva« kot na najboljši način oblasti in s to ideologijo je ukazal gradnjo kompleksa palač, ki je temeljila na pekinškem Prepovedanem mestu v Huế. Posvetovali so se z geomanti glede primerne lokacije za novo mesto in gradnja se je začela leta 1803. Na tisoče delavcev je sodelovalo pri gradnji obzidane citadele in obročastega jarka, ki meri približno 10 kilometrov. Prvotno zemeljsko delo je bilo pozneje ojačano in obloženo z opeko in kamnom, kar je povzročilo 2 m debelo obzidje.
Citadela je bila usmerjena proti reki Hương (Dišeča reka) proti jugovzhodu. To se razlikuje od pekinškega Prepovedanega mesta, ki je obrnjeno proti pravemu jugu. Namesto koncentričnih obročev, osredotočenih na cesarjevo palačo, je sama cesarska rezidenca pomaknjena proti jugovzhodni strani citadele, bližje reki. Okoli tega cesarskega mesta je bil zgrajen drugi sklop visokih zidov in drugi jarek, znotraj katerega so bile dodane številne stavbe v nizu zaprtih dvorišč, vrtov, paviljonov in palač. Celoten kompleks je bil sedež oblasti do uvedbe francoskega protektorata v 1880-ih. Po tem je obstajal večinoma za nadaljevanje simboličnih tradicij, dokler ni bila leta 1945 odstavljena dinastija Nguyễn z razglasitvijo neodvisnosti Demokratične republike Vietnam. Slovesnost abdikacije cesarja Bảo Đạija je potekala v cesarskem mestu 30. avgusta 1945.

### Obdobje republike
Vijolično prepovedano mesto je imelo na svojem vrhuncu veliko stavb in na stotine sob. Ko so ga izpraznili, so ga zanemarjali, pustošili so termiti in slabo vreme, vključno s številnimi cikloni. Najbolj uničujoče so bile krize, ki jih je povzročil človek, kar je razvidno iz strelnih lukenj, ki so še vidne iz vojaških spopadov 20. stoletja.
Večje izgube so nastale leta 1947, ko je Việt Minh februarja zavzel citadelo. Francozi so vodili protinapad in jo oblegali in šesttedenska bitka, ki je sledila, je uničila številne glavne strukture. Jedro mesta vključno s cesarsko palačo je bilo požgano.
Citadela se je znova znašla v ognju v zgodnjih jutranjih urah 31. januarja 1968, ko je v okviru ofenzive Tet sila divizije v velikosti vietnamske ljudske vojske in vojakov Viet Konga začela usklajen napad na Huế in zavzela večino mesta. V začetnih fazah bitke pri Huế je bilo zaradi Huếjevega verskega in kulturnega statusa enotam vojske Združenih držav ukazano, naj ne bombardirajo ali granatirajo mesta, ker se bojijo uničenja zgodovinskih struktur; toda ko so se žrtve povečevale v bojih od hiše do hiše, so bile te omejitve postopoma odpravljene in spopadi so cesarskemu mestu povzročili znatno škodo. Vojaki Vietkonga (Narodna fronta za osvoboditev Južnega Vietnama) so zasedli nekatere dele citadele, medtem ko so vojaki Južnega Vietnama zasedli druge; in zavezniška vojna letala so ciljala na protiletalske topove, ki so jih komunisti namestili na zunanje stolpe citadele. Od 160 stavb je po bitki ostalo le 10 večjih, kot so templji Thái Hòa in Cần Thanh, Thế Miếu in Hiển Lâm Các.
Mesto je bilo leta 1993 uvrščeno na Unescov seznam svetovne dediščine kot del Kompleksa spomenikov Huế. Stavbe, ki so še ostale se obnavljajo in ohranjajo. Zadnji in doslej največji projekt obnove je bil zaključen leta 2015.

## Opis
Ozemlje cesarskega mesta je zaščiteno z utrjenim obzidjem 2 × 2 kilometra in obdano z jarkom. Voda v jarku je speljana iz Dišeče reke skozi niz zapornic. Ta ograjen prostor je citadela (Kinh thành).
Znotraj citadele je cesarsko mesto (Hoàng thành; 皇城), z obzidjem, dolgim približno 2,5 kilometra.
Znotraj cesarskega mesta je Vijolično prepovedano mesto (Tử cấm thành; 紫禁城), izraz, ki je enak izrazu Prepovedano mesto v Pekingu. Dostop do najbolj notranjega ograjenega prostora je bil omejen na cesarsko družino.

### Cesarska mestna vrata
- Cửa Đông Nam (jugovzhodna vrata), imenovana tudi cửa Thượng Tứ
- Cửa Chính Đông (vzhodna vrata), imenovana tudi cửa Đông Ba
- Cửa Đông Bắc (Severovzhodna vrata), imenovana tudi cửa Trài ali cửa Mang Cá nhỏ
- Cửa Chính Bắc (Severna vrata), znana tudi kot cửa Hậu ali cửa Mang Cá lớn
- Cửa Tây (Zahodna vrata)
- Cửa Thể Nhân, popularno imenovano cửa Ngăn

### Vijolična glavna vrata prepovedanega mesta
- Ngọ Môn (午門) (južno)
- Cửa Hòa Bình (和平門) - Vrata miru (sever)
- Cửa Chương Đức (彰德門) - Vrata Chương Đức (zahod)
- Cửa Hiển Nhơn (顯仁門) - Vrata Hien Nhon (vzhod)

### Zunanje dvorišče
- Điện Thái Hòa (太和殿) - Tajska palača Hoa
- Điện Phụng Tiên (奉先殿) - Palača Phụng Tiên
- Cung Trường Sanh (長生宮) - Palača Trường Sanh
- Cung Điện Thọ (延壽宮) - Palača Diên Thọ

#### Templji in kraji čaščenja
- Triệu Miếu (肇廟) - Tempelj Triệu
- Thái Miếu (太廟) - Tajski tempelj
- Hưng Miếu (興廟) - Tempelj Hưng
- Thế Tổ Miếu (世廟) - Tempelj Thế (ali tempelj generacij) je tempelj za čaščenje prednikov dinastije Nguyễn. Dvorišče, pred katerim stoji, meri dva hektara. Vsebuje tudi devet dinastičnih žar, odlitih v času vladavine Minh Manga. Skoraj v celoti je bil obnovljen po uničenju, ki so ga povzročila ameriška bombardiranja ofenzive Tet leta 1968.
- Điện Phụng Tiên (奉先殿) - Palača Phụng Tiên
- Hiển Lâm Các (顯臨閣) - Paviljon sijaja (dobesedno Paviljon dobrohotnega sijaja od zgoraj); njegova gravirana lesena fasada je še posebej elegantna. Paviljon je bil zgrajen od leta 1821 do 1824 za cesarja Minh Manga na južni strani dvorišča Templja generacij, proti kateremu se sooča s svojimi devetimi dinastičnimi žarami. To je paviljon s trojno streho, ki se poklanja mandarinom, ki so pomagali dinastiji Nguyen, da je leta 1802 ponovno zavzela prestol.

### Notranje dvorišče
V to območje kvadratne oblike, obdano z visokim obzidjem na obodu 2,5 km, vstopimo skozi Južna vrata, potem ko prečkamo stolp z zastavo. Bil je kraj obredov in javnih dejanj monarhov.
- Palačo najvišje harmonije (vietnamsko: Điện Thái Hòa) je zgradil cesar Gia Long leta 1805, nato pa jo je leta 1833 povečal in se vanjo preselil njegov sin cesar Minh Mang. Njena glavna fasada na južni strani gleda na veliko pravokotno kotlino, iz katere vodi most do palače. Palača je bila prvotno enakih dimenzij kot danes, vendar je bila malo zadaj, na tleh, kjer zdaj stojijo velika zlata vrata (Dai Cung Môn). Izboljšave so nato naredili zaporedni cesarji, predvsem Thanh Thai in Khải Định.
- Đại Cung môn (大宮門)
- Tả vu (左廡), Hữu vu (右廡)
- Điện Cần Chánh (勤政殿) - Palača Cần Chánh
- Điện Võ Hiển (武顯殿) - Palača Võ Hiển
- Điện Văn Minh (文明殿) - Palača Literature
- Điện Trinh Minh (貞明殿) - Palača Trinh Minh
- Điện Quang Minh (光明殿) - Palača Quang Minh
- Điện Càn Thành (乾成殿) - Palača Càn Thành
- Điện Khôn Thái (坤泰殿) - Palača Khôn Thái
- Viện Thuận Huy (順徽院) - Inštitut Thuận Huy
- Viện Dưỡng Tâm (養心院) - Inštitut Dưỡng Tâm
- Ngự Tiền Văn phòng (御前文房) - Urad
- Lục Viện (六院)
- Điện Minh Thận (明慎殿) - Palača Minh Thận

#### Vrtovi
- Vườn Ngự Uyển (紹芳園)

#### Paviljoni
- Lầu Kiến Trung (建忠樓)
- Thái Bình Lâu (太平樓)

### Devet svetih topov
Devet svetih topov je obrednih in kultnih topov, ki so v dveh stavbah blizu vrat Nhon in vrat Quang Duc na območju citadele Huế.
31. januarja 1803 je Gia Long ukazal zahtevati vse bronaste in medeninaste predmete dinastije Tây Sơn za taljenje devetih topov. Ulivanje je bilo končano proti koncu januarja 1804 in topovi so bili poimenovani po štirih letnih časih in petih elementih: kovina, les, voda, ogenj, zemlja. Vsaka top je dolg 5,10 m in tehta več kot deset ton. Cevi imajo zelo natančne gravure in napise, ki označujejo njihovo ime, težo, način uporabe, postopek vlivanja, zgodba o bojih proti Tây Sơn in rekviziciji medeninastih in bronastih predmetov.
Takoj po ulivanju so bili topovi nameščeni ob vznožju kraljevega mesta pred vrati Ngo Môn. Šele pod Khải Địnhom so jih prepeljali na sedanjo lokacijo. Ti topovi niso bili nikoli uporabljeni v vojskovanju; imeli so le simbolno vrednost. Bili so geniji varuhi Citadele.

## Galerija
- Načrt citadele v Dai Nam Nhat Thong Chi. Diagram je usmerjen z jugom na vrhu
- Ustoličenje cesarja Bao Daija v cesarskem mestu leta 1926 s kraljevim palankinom v spremstvu iz dvorane skrbnega upravljanja (Dien Can Chanh) v prestolno dvorano
- Pogled iz zraka na cesarsko mesto v Hueju med praznikom v čast prevzema oblasti cesarja Bao Daija, 11. septembra 1932
- Obzidje Južnih vrat
- Južna vrata
- Trinožni kotli iz dinastije Nguyen
- Vrata
- Stolp z zastavo v citadeli
- Vrata očitne dobrohotnosti (Cửa Hiển Nhơn)
- Paviljon sijaja (Hiển Lâm Các)
- Vrt užitka v rezidenci cesarske kraljice matere. Hon Non Bo je nameščen v jezeru
- Dvorišče pred vrati Velike palače (Thai Hoa Palace), z vhodi v dvorano Can Thanh (Dien Can Thanh), ki obkrožata obe stranski strani fotografije
- Cvetlična greda pred obokom, ki vodi do palače Phung Tien (palača Pung Tien)